# Vũ Quang (chính khách)
Vũ Quang (1926 - 2006) tên khai sinh là Vũ Mai là một chính khách người Việt Nam. Ông từng giữ nhiều chức vụ cao cấp trong chính quyền Việt Nam như Ủy viên Trung ương Đảng, Trưởng Ban Tôn giáo Chính phủ. Ông cũng là Bí thư thứ nhất và thứ hai của Trung ương Đoàn Thanh niên Cộng sản Hồ Chí Minh.